# Der Fall Cap Arcona
Der Fall Cap Arcona ist ein deutscher Dokumentarfilm von Karl-Hermann Leukert und Günter Klaucke aus dem Jahr 1995 über die Cap-Arcona-Katastrophe vom 3. Mai 1945 in der Neustädter Bucht, bei der über 7.500 Menschen ums Leben kamen.

## Handlung
Mitte April 1945 erteilte Heinrich Himmler per Funkspruch einen Befehl an etliche Kommandanten der noch nicht befreiten Konzentrationslager: Die Lager müssten sofort geräumt werden. „Kein Häftling darf lebend in die Hände des Feindes fallen.“ Daraufhin wurden ab dem 20. April 1945 über 8.500 Häftlinge aus dem KZ Neuengamme mit Güterwaggons in den Industriehafen Lübeck transportiert, um dort auf die beiden Frachter Thielbek und Athen verladen zu werden. In der Neustädter Bucht lag der ehemalige Luxusliner Cap Arcona vor Anker, der nach seiner Verwendung durch die Kriegsmarine als Wohnschiff, Truppentransporter und Evakuierungsschiff für Flüchtlinge aus Ostpreußen wegen eines Maschinenschadens nicht mehr einsatzfähig war. Daraufhin wurde die Cap Arcona dem Reichskommissar für die Seeschifffahrt, dem Hamburger Gauleiter Karl Kaufmann, unterstellt. Kaufmann ordnete gegen den Willen des Kapitäns Heinrich Bertram die Nutzung der Cap Arcona als KZ-Schiff an. Infolgedessen wurden zeitweilig über 7.500 Häftlinge auf die verschiedenen Decks verteilt und zum Teil im Rumpf eingepfercht. Daneben waren noch 70 Besatzungsangehörige sowie 450 Bewacher an Bord. Nachdem die Zustände unerträglich geworden waren und die Bewacher Angst vor einer Typhus-Epidemie hatten, verlegte man etwa 2.500 Häftlinge auf die Schiffe Thielbek und Athen.
Am 3. Mai 1945 starteten neun Hawker Typhoon der 198. Staffel der Royal Air Force unter ihrem Kommandanten J. „Johnny“ Baldwin zu einem Einsatz in die Neustädter Bucht. Ziel waren Schiffsansammlungen, von denen die Briten glaubten, dass sie als Fluchtfahrzeuge für die NS-Spitze Richtung Norwegen dienen sollten. Gegen 14:30 Uhr erreichten die Flugzeuge ihr Ziel und bombardierten die Cap Arcona und andere Schiffe in der Bucht. Das Oberdeck der Cap Arcona stand sofort in Flammen. In den War Diaries des Public Record Office heißt es: „Im Hinblick auf die Menschenmassen und im Hinblick auf die Lage kann man nur annehmen, dass viele Hunnen heute die Ostsee sehr kalt fanden.“ Nur etwa 450 Menschen konnten sich retten. Dahingegen fanden 7.500 den Tod.
Der Dokumentarfilm beschäftigt sich mit den politischen Hintergründen der Katastrophe. Er geht der Frage nach, inwieweit die britische Aufklärung über den Charakter der Cap Arcona als KZ-Schiff informiert war und was die SS mit der Deportierung der Häftlinge auf die Häftlingsflotte bezweckt hatte. Sollten sie auf hoher See getötet werden? War es sogar möglich, wie der Historiker Wilhelm Lange vermutet, dass die Nazis den Briten eine perfide Falle gestellt hatten? Die Filmemacher werten britische Archive aus und lassen Überlebende zu Wort kommen, darunter den Schauspieler Erwin Geschonneck, der die Ereignisse aus der Sicht des ehemaligen Häftlings aus Neuengamme erzählt. Sie besuchen den ehemaligen Häftling, den Geiger Francis Akos, in Chicago und filmen sein Abschiedskonzert als ehemaliger Konzertmeister des Chicago Symphony Orchestra unter Daniel Barenboim. Des Weiteren kommen überlebende Angehörige der Schiffsbesatzung sowie ein ehemaliger britischer Pilot und Kriegshistoriker zu Wort. Manche Fragen zu der Katastrophe können geklärt werden, andere bleiben offen.

## Kritik
„Der Dokumentarfilm ist thematisch interessant und durchaus auch spannend, verschenkt aber wesentliche Möglichkeiten der metaphorischen Verdichtung und nimmt in Szenen der Überhöhung Zuflucht zu Klischees.“

## Hintergrund und Entstehung
Der Film Der Fall Cap Arcona wurde mit Mitteln der Filmförderung aus Hamburg und Schleswig-Holstein und in Co-Produktion mit dem NDR realisiert. Er wurde auf den 37. Nordischen Filmtagen als Eröffnung der Schleswig-Holstein-Reihe uraufgeführt und danach auf mehreren Festivals unter anderem in München, Schwerin, Husum und auf der Dokumentarfilmwerkstatt Poel gezeigt. 2020 wurde die Digitalisierung des Films Der Fall Cap Arcona von der Filmförderungsanstalt der Bundesregierung im Rahmen des Förderprogramms Filmerbe gefördert. Das Filmmaterial wurde in die Sammlung des  Bundesarchivs zur Sicherung des "deutschen Filmguts" aufgenommen und ist dort unter der Signatur B 112503-1 abrufbar.
Filmemacher Karl-Hermann Leukert drehte im Jahr 2021 zusammen mit Dietmar Gust einen 70-minütigen Anschlussfilm unter dem Titel Cap Arcona – Autopsie eines Verbrechens, der mit neuem Archivmaterial und mit Unterstützung von Wilhelm Lange den aktuellen Forschungsstand zum Thema „Cap-Arcona-Katastrophe“ referiert.